# イブン・ジュバイル
イブン・ジュバイル（アラビア語: ابن جبير、 Ibn Jubayr、 1145年9月1日 - 1217年11月29日）は、12世紀から13世紀にかけて活躍したムスリムの旅行家。
1183年から1185年にかけてのメッカ巡礼の旅行記『イブン・ジュバイルの旅行記（旅路での出来事に関する情報覚書、rihla Ibn Jubayr）』は巡礼の紀行として優れたものとみなされ、イブン・バットゥータの旅行記を記述したイブン・ジュザイーら多くの人間が旅行記の記述を借用した。後世の著述家は、イブン・ジュバイルの旅行記を紀行文の手本とした。旅行記には巡礼の儀式とその意義について解説されており、巡礼を志すムスリムにとっての指南書としても優れている。優れた紀行文としてのみならず、当時の十字軍、ノルマン朝（オートヴィル朝）統治下のシチリア史についての状況を知る貴重な史料としても評価されている。。

## 生涯
祖先はメッカ近辺に居住するキナーナ族の出身であり、740年にウマイヤ朝が実施したイベリア半島での反乱の鎮圧に従軍した後、一族はイベリア半島に居住したと伝えられている。
1145年、スペインの都市バレンシアで生まれた。シャーティバで学問を修め、父とウラマー（イスラーム世界の知識人・学者）からイスラームの諸学とアラビア語の諸学を教わった。その後ムワッヒド朝の建国者アブドゥルムウミンの息子の一人である、グラナダ太守アブー・サイードに書記として仕える。
14世紀のナスル朝の歴史家・政治家のイブン・アル＝ハティーブはイブン・ジュバイルがメッカ巡礼を決意した理由について、自著『グラナダ情報の心得』で以下のような事情を伝えている。ある時アブー・サイードは敬虔なムスリムであるイブン・ジュバイルに7杯の酒を飲むことを強制し、イブン・ジュバイルは命令を断ることができず、酒を飲み干してしまった。アブー・サイードは自分の行いに後悔し、杯をディナール金貨で満たし、イブン・ジュバイルの衣服の胸元に7回金貨を注ぎ込んだ。不本意にも禁酒の戒律を破ったイブン・ジュバイルは罪を償うため、メッカ巡礼を決意したとイブン・アル＝ハティーブは記している。また、イブン・ジュバイルの旅行が許可された背景には、東方のイスラーム世界の情報収集が任務として与えられていたとも推測されている。
アブー・サイードから受け取った金貨を元手として、1183年2月3日にイブン・ジュバイルは友人の医師イブン・ハッサーン（アブー・ジャウハル）と共にメッカ巡礼に発った。
2年あまりの旅の末、1185年4月25日にグラナダに帰国した。
1189年から1191年にわたって、2度目のメッカ巡礼を行ったが、この時の旅行記は残していない。1217年に3度目の旅行に出発し、道中でアレクサンドリアに留まって教鞭を執り、1217年11月29日にこの地で没した。

## 第1回メッカ巡礼の様子

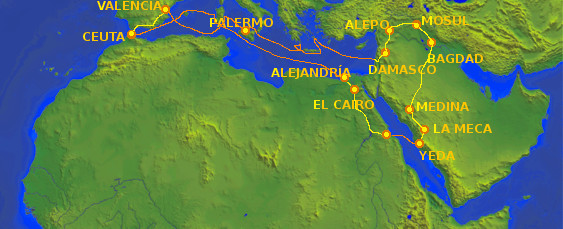
イブン・ジュバイルが最初のメッカ巡礼で辿った経路

1183年2月3日、イブン・ジュバイルは、グラナダからメッカ巡礼へと出発し、まずはイベリア半島の対岸にあるセウタへと向かった。
ここからジェノヴァの船に乗り、約1ヶ月の航海を経てアレクサンドリアへと到達した。そこから南下して、当時のアイユーブ朝の都カイロへと向かった。街は総じて平穏であり、彼の旅行記の中でも統治者サラディンの善政を評価している。
カイロを離れるとナイル川を遡って上エジプトのクスに到達し、砂漠を越えて紅海に面する港湾都市アイザーブに辿りついた。暴風雨に見舞われながらもアラビア半島に渡航し、イエメンのジッダを経てメッカへと到達した。メッカのカアバ神殿に巡礼し、メディナではムハンマドの墓を詣でた後、バグダードへと向かった。当時のバグダードの様子も旅行記からうかがうことができる。イブン・ジュバイルは盛期を過ぎたバグダードの様子を見て往時の繁栄を偲び、またティグリス川の東岸には多くの人々と施設が集まっていることを書き残した。
その後、地中海東岸のシリアへとむかい、アレッポ、ダマスクス、アッコンを訪れた。イブン・ジュバイルはシリアでの旅の中で、イスラーム勢力と十字軍国家の間で絶えず戦闘が行われているにもかかわらず、商人と両方の宗教の巡礼者が妨害を受けることなく2つの勢力の支配地を往来していることを不思議に感じた。当時は十字軍勢力の拠点であったアッコンから、1184年10月18日に航路でシチリア島へと向かう。航海中、船はメッシーナ海峡で難破し、シチリア王グリエルモ2世に救助されたイブン・ジュバイルは両シチリア王国の首都パレルモに移される。イブン・ジュバイルはシチリアで王国の繁栄、抑圧を受けながらもキリスト教徒と共存する現地のイスラム教徒を目撃する。
その後シチリア西端のトラーパニから出航し、1185年3月にカルタヘナに到着、翌月にグラナダに帰国する。

## 日本語訳
- 『イブン・ジュバイルの旅行記』（藤本勝次・池田修監訳、講談社学術文庫, 2009年7月）
  - イブン・ジュバイル『旅行記』（関西大学東西学術研究所訳注シリーズ6：関西大学出版部, 1992年3月）- 元版
- 『メッカ巡礼記 旅の出会いに関する情報の備忘録』（家島彦一訳注、平凡社東洋文庫（全3巻）, 2016年1月-5月）